# African Union Headquarters
La African Union Headquarters est un gratte-ciel situé à Addis-Abeba, en Éthiopie. L'Union africaine y siège. Il a été construit de 2008 à 2011 et s'élève à 118 mètres.